# バンジョー (ゴットシャルク)

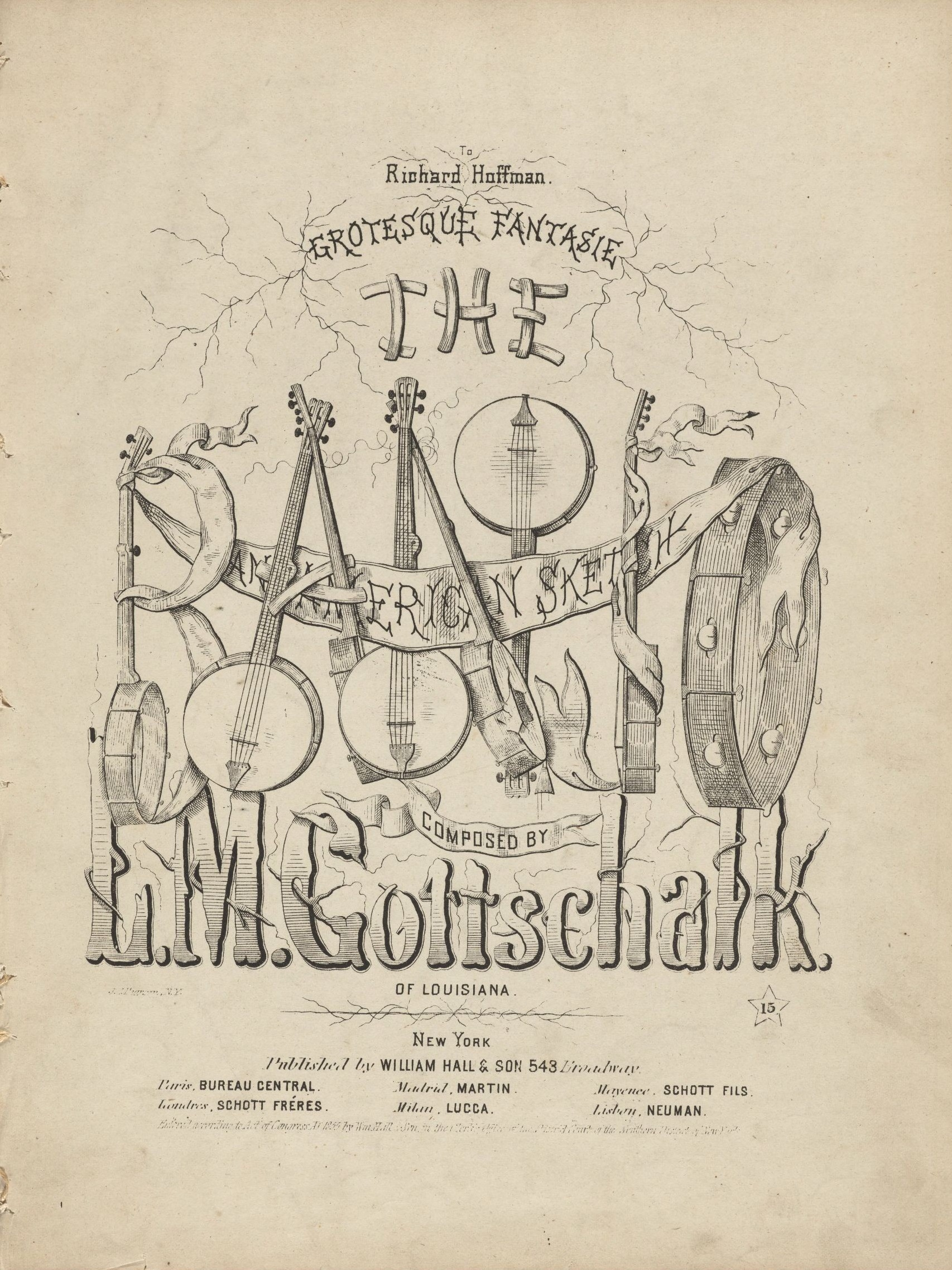
1855年にWilliam Hall & Son.から出版された楽譜の表紙。

『バンジョー』（Le Banjo） 作品15 は、ルイス・モロー・ゴットシャルクが1853年に作曲したピアノ曲。ゴットシャルク作品の中でも指折りの知名度を誇る楽曲である。この作品は19世紀半ばのアフリカ系アメリカ人のバンジョーの演奏技法が模倣されており、アップピッキングやストラミングといった技巧が披露される。これはこの時期の他の記録には見られないものである。

## 概要
温泉療養地であるサラトガ・スプリングズで疲れを癒していた1853年の夏季、ゴットシャルクはリラックスした気分で複数の作品の作曲に取り掛かった。そのうちひとつが『バンジョー』の初版である。彼は曲に大幅な改訂を施し、1854年に出版へとまわした。作品評は2つに割れたといわれる。
ゴットシャルクが行った正確な模倣により、本作は南北戦争以前のアフリカ系アメリカ人のバンジョー演奏を伝える他に例のない記録となっている。曲中には西アフリカのリュート演奏にみられるようなダウンストローキングとアップピッキングの組み合わせなど、他の情報源からは得られない技巧の跡が見出される。この非常な正確性により現代のバンジョー奏者にはゴットシャルクが編曲したバンジョー曲を再現することに成功した者がおり、これによってゴットシャルクは無名のアフリカ系アメリカ人のバンジョー奏者から実際に編曲することで、バンジョーの模倣を行ったのではないかという推測が生まれている。人気のミンストレル・ショーにおける多くのバンジョー音楽は、舞踏音楽の旋律を細かくなぞるという形を取るが、それとは異なり本作には繰り返しのフレーズの変奏が聞かれる。これはバンジョーの原型となる楽器の起源である、西アフリカのセネガンビア地域の音楽家の演奏と同じものである。
ゴットシャルクが果たしたバンジョー発展への貢献は大きく、19世紀に著されたバンジョーの入門書には時として功労者としてゴットシャルクの名前が掲載されている。

## 楽曲構成
2/4拍子、嬰ヘ長調。演奏時間は約4分。
オクターヴのユニゾンにより、スティーブン・フォスターの『草競馬』の旋律の変形を奏して開始する。序奏の旋律が回帰しても、それとわかるようになる前に至難な16分音符のパッセージに取って代わられる（譜例）。その後オクターヴによって序奏部まで旋律が巻き戻され、全体が反復される。曲全体を通じてこれら旋律は発展していき、最後に『草競馬』から採られたメロディーの2つの華麗な変奏が置かれて締めくくられる。
譜例